# Giải bóng đá A1 toàn quốc 1985
Giải bóng đá A1 toàn quốc 1985 là mùa giải thứ 5 của Giải bóng đá A1 toàn quốc, giải đấu bóng đá hạng cao nhất Việt Nam. Giải diễn ra từ ngày 10 tháng 2 đến ngày 9 tháng 6 năm 1985 với 18 đội bóng tham dự.

## Thể thức
Mùa giải lần này gồm hai giai đoạn:
- Giai đoạn 1: 18 đội bóng được chia làm ba bảng 6 đội, thi đấu vòng tròn hai lượt. Bốn đội dẫn đầu mỗi bảng lọt vào giai đoạn 2, các đội còn lại vào vòng tranh suất trụ hạng. Các trận hòa thứ tư trở đi của mỗi đội sẽ không được tính điểm.[a]
- Giai đoạn 2: 12 đội vượt qua giai đoạn 1 được chia làm hai bảng 6 đội, thi đấu vòng tròn một lượt chọn hai đội đứng đầu mỗi bảng vào bán kết. Hai đội thắng ở bán kết sẽ vào chung kết, hai đội thua thi đấu trận tranh hạng ba. Tuy nhiên, sau giai đoạn 2, ban tổ chức giải đã thay đổi điều luật để chỉ chọn hai đội đứng đầu bảng A vào thẳng trận chung kết.[1]

## Giai đoạn 1

### Bảng A
| VT | Đội                     | ST | T | H | B | BT | BB | HS | Đ  | Giành quyền tham dự              |
| -- | ----------------------- | -- | - | - | - | -- | -- | -- | -- | -------------------------------- |
| 1  | Công nghiệp Hà Nam Ninh | 10 | 5 | 5 | 0 | 10 | 4  | +6 | 13 | Lọt vào giai đoạn 2              |
| 2  | Hải Quan                | 10 | 5 | 2 | 3 | 14 | 9  | +5 | 12 | Lọt vào giai đoạn 2              |
| 3  | Công an Hà Nội          | 10 | 4 | 2 | 4 | 9  | 7  | +2 | 10 | Lọt vào giai đoạn 2              |
| 4  | Quân khu 3              | 10 | 3 | 2 | 5 | 8  | 11 | −3 | 8  | Lọt vào giai đoạn 2              |
| 5  | Tổng cục Đường sắt      | 10 | 2 | 4 | 4 | 10 | 12 | −2 | 7  | Lọt vào vòng tranh suất trụ hạng |
| 6  | Quảng Nam – Đà Nẵng     | 10 | 2 | 3 | 5 | 6  | 14 | −8 | 7  | Lọt vào vòng tranh suất trụ hạng |

| Lượt đi | Lượt đi | Lượt đi | Trận                    | Trận | Trận               | Lượt về | Lượt về | Lượt về |
| ------- | ------- | ------- | ----------------------- | ---- | ------------------ | ------- | ------- | ------- |
| Ngày    | Sân     | Tỷ số   | Đội                     |      | Đội                | Tỷ số   | Sân     | Ngày    |
| Vòng 1  |         | 0-0     | Công an Hà Nội          | -    | Tổng cục Đường sắt | 1-0     |         | Vòng 6  |
| Vòng 1  |         | 0-1     | Hải Quan                | -    | Quân khu 3         | 2-0     |         | Vòng 6  |
| Vòng 1  |         | 0-0     | Công nghiệp Hà Nam Ninh | -    | Quảng Nam-Đà Nẵng  | 1-0     |         | Vòng 6  |
| Vòng 2  |         | 1-0     | Hải Quan                | -    | Tổng cục Đường sắt | 3-2     |         | Vòng 7  |
| Vòng 2  |         | 2-0     | Công nghiệp Hà Nam Ninh | -    | Quân khu 3         | 0-0     |         | Vòng 7  |
| Vòng 2  |         | 3-0     | Công an Hà Nội          | -    | Quảng Nam-Đà Nẵng  | 2-0     |         | Vòng 7  |
| Vòng 3  |         | 0-1     | Quân khu 3              | -    | Quảng Nam-Đà Nẵng  | 1-2     |         | Vòng 8  |
| Vòng 3  |         | 1-1     | Công nghiệp Hà Nam Ninh | -    | Tổng cục Đường sắt | 2-1     |         | Vòng 8  |
| Vòng 3  |         | 0-1     | Công an Hà Nội          | -    | Hải Quan           | 2-1     |         | Vòng 8  |
| Vòng 4  |         | 2-1     | Công nghiệp Hà Nam Ninh | -    | Hải Quan           | 1-1     |         | Vòng 9  |
| Vòng 4  |         | 1-2     | Công an Hà Nội          | -    | Quân khu 3         | 0-2     |         | Vòng 9  |
| Vòng 4  |         | 1-0     | Tổng cục Đường sắt      | -    | Quảng Nam-Đà Nẵng  | 2-2     |         | Vòng 9  |
| Vòng 5  |         | 1-1     | Hải Quan                | -    | Quảng Nam-Đà Nẵng  | 3-0     |         | Vòng 10 |
| Vòng 5  |         | 0-0     | Công nghiệp Hà Nam Ninh | -    | Công an Hà Nội     | 1-0     |         | Vòng 10 |
| Vòng 5  |         | 2-1     | Tổng cục Đường sắt      | -    | Quân khu 3         | 1-1     |         | Vòng 10 |

### Bảng B
| VT | Đội                                  | ST | T | H | B | BT | BB | HS | Đ  | Giành quyền tham dự              |
| -- | ------------------------------------ | -- | - | - | - | -- | -- | -- | -- | -------------------------------- |
| 1  | Cảng Sài Gòn                         | 10 | 7 | 1 | 2 | 14 | 6  | +8 | 15 | Lọt vào giai đoạn 2              |
| 2  | Sở Công nghiệp Thành phố Hồ Chí Minh | 10 | 5 | 3 | 2 | 10 | 7  | +3 | 13 | Lọt vào giai đoạn 2              |
| 3  | Công nhân Nghĩa Bình                 | 10 | 4 | 3 | 3 | 11 | 14 | −3 | 11 | Lọt vào giai đoạn 2              |
| 4  | Quân khu Thủ đô                      | 10 | 2 | 3 | 5 | 8  | 10 | −2 | 7  | Lọt vào giai đoạn 2              |
| 5  | Than Quảng Ninh                      | 10 | 2 | 3 | 5 | 9  | 13 | −4 | 7  | Lọt vào vòng tranh suất trụ hạng |
| 6  | Công nhân Xây dựng Hà Nội            | 10 | 1 | 5 | 4 | 6  | 8  | −2 | 5  | Lọt vào vòng tranh suất trụ hạng |

| Lượt đi | Lượt đi | Lượt đi | Trận                                 | Trận | Trận                      | Lượt về | Lượt về | Lượt về |
| ------- | ------- | ------- | ------------------------------------ | ---- | ------------------------- | ------- | ------- | ------- |
| Ngày    | Sân     | Tỷ số   | Đội                                  |      | Đội                       | Tỷ số   | Sân     | Ngày    |
| Vòng 1  |         | 0-1     | Sở Công nghiệp Thành phố Hồ Chí Minh | -    | Cảng Sài Gòn              | 3-2     |         | Vòng 6  |
| Vòng 1  |         | 2-0     | Công nhân Xây dựng Hà Nội            | -    | Quân khu Thủ đô           | 0-0     |         | Vòng 6  |
| Vòng 1  |         | 0-0     | Than Quảng Ninh                      | -    | Công nhân Nghĩa Bình      | 0-2     |         | Vòng 6  |
| Vòng 2  |         | 1-0     | Sở Công nghiệp Thành phố Hồ Chí Minh | -    | Công nhân Xây dựng Hà Nội | 0-0     |         | Vòng 7  |
| Vòng 2  |         | 2-1     | Cảng Sài Gòn                         | -    | Than Quảng Ninh           | 1-0     |         | Vòng 7  |
| Vòng 2  |         | 3-0     | Quân khu Thủ đô                      | -    | Công nhân Nghĩa Bình      | 2-2     |         | Vòng 7  |
| Vòng 3  |         | 1-0     | Sở Công nghiệp Thành phố Hồ Chí Minh | -    | Quân khu Thủ đô           | 0-0     |         | Vòng 8  |
| Vòng 3  |         | 4-0     | Cảng Sài Gòn                         | -    | Công nhân Nghĩa Bình      | 1-2     |         | Vòng 8  |
| Vòng 3  |         | 1-1     | Công nhân Xây dựng Hà Nội            | -    | Than Quảng Ninh           | 2-2     |         | Vòng 8  |
| Vòng 4  |         | 1-0     | Sở Công nghiệp Thành phố Hồ Chí Minh | -    | Than Quảng Ninh           | 1-2     |         | Vòng 9  |
| Vòng 4  |         | 1-0     | Cảng Sài Gòn                         | -    | Quân khu Thủ đô           | 1-0     |         | Vòng 9  |
| Vòng 4  |         | 0-1     | Công nhân Xây dựng Hà Nội            | -    | Công nhân Nghĩa Bình      | 1-2     |         | Vòng 9  |
| Vòng 5  |         | 1-1     | Sở Công nghiệp Thành phố Hồ Chí Minh | -    | Công nhân Nghĩa Bình      | 2-1     | [ 2 ]   | Vòng 10 |
| Vòng 5  |         | 0-0     | Cảng Sài Gòn                         | -    | Công nhân Xây dựng Hà Nội | 1-0     |         | Vòng 10 |
| Vòng 5  |         | 1-3     | Quân khu Thủ đô                      | -    | Than Quảng Ninh           | 2-0     |         | Vòng 10 |

### Bảng C
| VT | Đội                   | ST | T | H | B | BT | BB | HS | Đ  | Giành quyền tham dự              |
| -- | --------------------- | -- | - | - | - | -- | -- | -- | -- | -------------------------------- |
| 1  | Câu lạc bộ Quân đội   | 10 | 5 | 3 | 2 | 16 | 12 | +4 | 13 | Lọt vào giai đoạn 2              |
| 2  | Cảng Hải Phòng        | 10 | 4 | 4 | 2 | 8  | 4  | +4 | 11 | Lọt vào giai đoạn 2              |
| 3  | Lâm Đồng              | 10 | 3 | 4 | 3 | 12 | 11 | +1 | 9  | Lọt vào giai đoạn 2              |
| 4  | Phòng không           | 10 | 4 | 1 | 5 | 9  | 11 | −2 | 9  | Lọt vào giai đoạn 2              |
| 5  | Công nghiệp Thực phẩm | 10 | 2 | 6 | 2 | 15 | 15 | 0  | 7  | Lọt vào vòng tranh suất trụ hạng |
| 6  | Phú Khánh             | 10 | 1 | 4 | 5 | 5  | 12 | −7 | 5  | Lọt vào vòng tranh suất trụ hạng |

| Lượt đi | Lượt đi | Lượt đi | Trận                  | Trận | Trận                  | Lượt về | Lượt về | Lượt về |
| ------- | ------- | ------- | --------------------- | ---- | --------------------- | ------- | ------- | ------- |
| Ngày    | Sân     | Tỷ số   | Đội                   |      | Đội                   | Tỷ số   | Sân     | Ngày    |
| Vòng 1  |         | 3-2     | Câu lạc bộ Quân đội   | -    | Phòng không           | 1-2     |         | Vòng 6  |
| Vòng 1  |         | 1-1     | Phú Khánh             | -    | Lâm Đồng              | 1-1     |         | Vòng 6  |
| Vòng 1  |         | 0-0     | Cảng Hải Phòng        | -    | Công nghiệp Thực phẩm | 2-2     |         | Vòng 6  |
| Vòng 2  |         | 0-1     | Phú Khánh             | -    | Phòng không           | 1-0     |         | Vòng 7  |
| Vòng 2  |         | 2-3     | Công nghiệp Thực phẩm | -    | Lâm Đồng              | 2-2     |         | Vòng 7  |
| Vòng 2  |         | 0-1     | Câu lạc bộ Quân đội   | -    | Cảng Hải Phòng        | 1-0     |         | Vòng 7  |
| Vòng 3  |         | 0-0     | Cảng Hải Phòng        | -    | Lâm Đồng              | 1-0     |         | Vòng 8  |
| Vòng 3  |         | 1-2     | Công nghiệp Thực phẩm | -    | Phòng không           | 1-0     |         | Vòng 8  |
| Vòng 3  |         | 3-1     | Câu lạc bộ Quân đội   | -    | Phú Khánh             | 0-0     |         | Vòng 8  |
| Vòng 4  |         | 1-0     | Công nghiệp Thực phẩm | -    | Phú Khánh             | 1-1     |         | Vòng 9  |
| Vòng 4  |         | 1-0     | Câu lạc bộ Quân đội   | -    | Lâm Đồng              | 2-1     |         | Vòng 9  |
| Vòng 4  |         | 0-1     | Cảng Hải Phòng        | -    | Phòng không           | 0-0     |         | Vòng 9  |
| Vòng 5  |         | 1-0     | Cảng Hải Phòng        | -    | Phú Khánh             | 3-0     |         | Vòng 10 |
| Vòng 5  |         | 4-4     | Câu lạc bộ Quân đội   | -    | Công nghiệp Thực phẩm | 1-1     |         | Vòng 10 |
| Vòng 5  |         | 1-3     | Phòng không           | -    | Lâm Đồng              | 0-1     |         | Vòng 10 |

## Giai đoạn 2
Trong giai đoạn thứ hai, hiệp phụ và loạt sút luân lưu sẽ được sử dụng để xác định đội thắng cuộc nếu cần thiết.
Do một số trận đấu ở bảng 2 bị đánh giá là "chưa nghiêm túc, chưa phản ánh đúng trình độ", ban tổ chức đã không chọn hai đội dẫn đầu bảng này vào thi đấu bán kết. Hai đội nhất, nhì bảng 1 được vào thẳng trận chung kết.

### Bảng 1
| VT | Đội                                  | ST | T | B | BT | BB | HS | Đ  | Giành quyền tham dự |
| -- | ------------------------------------ | -- | - | - | -- | -- | -- | -- | ------------------- |
| 1  | Công nghiệp Hà Nam Ninh              | 5  | 5 | 0 | 12 | 5  | +7 | 10 | Trận chung kết      |
| 2  | Sở Công nghiệp Thành phố Hồ Chí Minh | 5  | 4 | 1 | 9  | 4  | +5 | 8  | Trận chung kết      |
| 3  | Cảng Hải Phòng                       | 5  | 3 | 2 | 8  | 7  | +1 | 6  |                     |
| 4  | Quân khu 3                           | 5  | 1 | 4 | 5  | 8  | −3 | 2  |                     |
| 5  | Lâm Đồng                             | 5  | 1 | 4 | 5  | 8  | −3 | 2  |                     |
| 6  | Công nhân Nghĩa Bình                 | 5  | 1 | 4 | 5  | 12 | −7 | 2  |                     |

| Ngày   | Sân | Đội                                  | Tỷ số        | Đội                                  |
| Vòng 1 |     | Công nghiệp Hà Nam Ninh              | 1-1, 5-4 (p) | Sở Công nghiệp Thành phố Hồ Chí Minh |
| Vòng 1 |     | Công nhân Nghĩa Bình                 | 2-1          | Quân khu 3                           |
| Vòng 1 |     | Cảng Hải Phòng                       | 2-1          | Lâm Đồng                             |
| Vòng 2 |     | Công nhân Nghĩa Bình                 | 0-3          | Công nghiệp Hà Nam Ninh              |
| Vòng 2 |     | Lâm Đồng                             | 0-2          | Sở Công nghiệp Thành phố Hồ Chí Minh |
| Vòng 2 |     | Cảng Hải Phòng                       | 2-1          | Quân khu 3                           |
| Vòng 3 |     | Công nghiệp Hà Nam Ninh              | 1-1, 5-4 (p) | Cảng Hải Phòng                       |
| Vòng 3 |     | Quân khu 3                           | 1-0          | Lâm Đồng                             |
| Vòng 3 |     | Công nhân Nghĩa Bình                 | 1-3          | Sở Công nghiệp Thành phố Hồ Chí Minh |
| Vòng 4 |     | Sở Công nghiệp Thành phố Hồ Chí Minh | 1-0          | Cảng Hải Phòng                       |
| Vòng 4 |     | Lâm Đồng                             | 2-0          | Công nhân Nghĩa Bình                 |
| Vòng 4 |     | Quân khu 3                           | 1-2          | Công nghiệp Hà Nam Ninh              |
| Vòng 5 |     | Công nghiệp Hà Nam Ninh              | 2-2, 3-2 (p) | Lâm Đồng                             |
| Vòng 5 |     | Cảng Hải Phòng                       | 3-2          | Công nhân Nghĩa Bình                 |
| Vòng 5 |     | Quân khu 3                           | 1-1 (p)      | Sở Công nghiệp Thành phố Hồ Chí Minh |

### Bảng 2
| VT | Đội                 | ST | T | B | BT | BB | HS  | Đ |
| -- | ------------------- | -- | - | - | -- | -- | --- | - |
| 1  | Câu lạc bộ Quân đội | 5  | 4 | 1 | 12 | 8  | +4  | 8 |
| 2  | Công an Hà Nội      | 5  | 3 | 2 | 12 | 7  | +5  | 6 |
| 3  | Cảng Sài Gòn        | 5  | 3 | 2 | 9  | 6  | +3  | 6 |
| 4  | Hải Quan            | 5  | 3 | 2 | 9  | 7  | +2  | 6 |
| 5  | Quân khu Thủ đô     | 5  | 1 | 4 | 6  | 10 | −4  | 2 |
| 6  | Phòng không         | 5  | 1 | 4 | 3  | 13 | −10 | 2 |

| Ngày   | Sân | Đội                 | Tỷ số        | Đội                 |
| Vòng 1 |     | Hải Quan            | 2-2, 6-5 (p) | Cảng Sài Gòn        |
| Vòng 1 |     | Câu lạc bộ Quân đội | 4-1          | Phòng không         |
| Vòng 1 |     | Công an Hà Nội      | 1-2          | Quân khu Thủ đô     |
| Vòng 2 |     | Quân khu Thủ đô     | 1-2          | Phòng không         |
| Vòng 2 |     | Hải Quan            | 1-2          | Câu lạc bộ Quân đội |
| Vòng 2 |     | Cảng Sài Gòn        | 3-1          | Công an Hà Nội      |
| Vòng 3 |     | Câu lạc bộ Quân đội | 3-2          | Quân khu Thủ đô     |
| Vòng 3 |     | Cảng Sài Gòn        | 3-0          | Phòng không         |
| Vòng 3 |     | Công an Hà Nội      | 1-1, 5-4 (p) | Hải Quan            |
| Vòng 4 |     | Cảng Sài Gòn        | 0-2          | Câu lạc bộ Quân đội |
| Vòng 4 |     | Công an Hà Nội      | 4-0          | Phòng không         |
| Vòng 4 |     | Hải Quan            | 3-1          | Quân khu Thủ đô     |
| Vòng 5 |     | Hải Quan            | 1-0          | Phòng không         |
| Vòng 5 |     | Cảng Sài Gòn        | 1-0          | Quân khu Thủ đô     |
| Vòng 5 |     | Công an Hà Nội      | 4-1          | Câu lạc bộ Quân đội |

## Tranh suất trụ hạng
Sáu đội bóng bị loại từ giai đoạn 1 thi đấu với nhau theo thể thức vòng tròn một lượt. Hai đội xếp cuối cùng sẽ xuống thi đấu tại giải A2 mùa giải kế tiếp.

| VT | Đội                       | ST | T | B | BT | BB | HS | Đ | Xuống hạng         |
| -- | ------------------------- | -- | - | - | -- | -- | -- | - | ------------------ |
| 1  | Than Quảng Ninh           | 5  | 4 | 1 | 9  | 4  | +5 | 8 |                    |
| 2  | Phú Khánh                 | 5  | 3 | 2 | 9  | 7  | +2 | 6 |                    |
| 3  | Quảng Nam – Đà Nẵng       | 5  | 3 | 2 | 9  | 7  | +2 | 6 |                    |
| 4  | Công nghiệp Thực phẩm     | 5  | 3 | 2 | 10 | 9  | +1 | 6 |                    |
| 5  | Công nhân Xây dựng Hà Nội | 5  | 2 | 3 | 4  | 6  | −2 | 4 | Xuống hạng A2 1986 |
| 6  | Tổng cục Đường sắt        | 5  | 0 | 5 | 3  | 11 | −8 | 0 | Xuống hạng A2 1986 |

| Ngày   | Sân | Đội                       | Tỷ số          | Đội                       |
| Vòng 1 |     | Quảng Nam-Đà Nẵng         | 4-2            | Công nghiệp Thực phẩm     |
| Vòng 1 |     | Phú Khánh                 | 1-4            | Than Quảng Ninh           |
| Vòng 1 |     | Công nhân Xây dựng Hà Nội | 1-0            | Tổng cục Đường sắt        |
| Vòng 2 |     | Công nhân Xây dựng Hà Nội | 0-0, 2-3 (11m) | Than Quảng Ninh           |
| Vòng 2 |     | Quảng Nam-Đà Nẵng         | 0-1            | Phú Khánh                 |
| Vòng 2 |     | Tổng cục Đường sắt        | 1-2            | Công nghiệp Thực phẩm     |
| Vòng 3 |     | Than Quảng Ninh           | 1-2            | Công nghiệp Thực phẩm     |
| Vòng 3 |     | Phú Khánh                 | 0-0, 2-3 (11m) | Công nhân Xây dựng Hà Nội |
| Vòng 3 |     | Quảng Nam-Đà Nẵng         | 1-1, 5-3 (11m) | Tổng cục Đường sắt        |
| Vòng 4 |     | Phú Khánh                 | 1-1, 5-4 (11m) | Công nghiệp Thực phẩm     |
| Vòng 4 |     | Than Quảng Ninh           | 1-0            | Tổng cục Đường sắt        |
| Vòng 4 |     | Quảng Nam-Đà Nẵng         | 2-1            | Công nhân Xây dựng Hà Nội |
| Vòng 5 |     | Công nghiệp Thực phẩm     | 3-1            | Công nhân Xây dựng Hà Nội |
| Vòng 5 |     | Than Quảng Ninh           | 2-1            | Quảng Nam-Đà Nẵng         |
| Vòng 5 |     | Phú Khánh                 | 5-1            | Tổng cục Đường sắt        |

## Chung kết
| Công nghiệp Hà Nam Ninh | 3–1      | Sở Công nghiệp Thành phố Hồ Chí Minh |
| ----------------------- | -------- | ------------------------------------ |
|                         | Chi tiết |                                      |

| Vô địch Giải bóng đá A1 toàn quốc 1985 |
| -------------------------------------- |
| Công nghiệp Hà Nam Ninh Lần thứ nhất   |

## Sự việc xoay quanh giải đấu
Vấn nạn dàn xếp tỷ số đã diễn ra trong các trận đấu thuộc lượt cuối cùng của nhóm 2 giai đoạn 2.
Trước lượt trận cuối cùng, Câu lạc bộ Quân đội đã gần như nắm chắc một suất vào vòng bán kết, suất còn lại là cuộc cạnh tranh giữa Công an Hà Nội và Cảng Sài Gòn. Cảng Sài Gòn cần phải thắng Quân khu Thủ đô với cách biệt hai bàn để vào bán kết, trong khi Công an Hà Nội phải thắng Câu lạc bộ Quân đội ít nhất hai bàn, đồng thời Quân khu Thủ đô không được thua Cảng Sài Gòn quá một bàn. Trên thực tế, cả hai trận đấu (Câu lạc bộ Quân đội gặp Công an Hà Nội trên sân Thống Nhất và Cảng Sài Gòn gặp Quân khu Thủ đô trên sân Gò Đậu) đã diễn ra theo những diễn biến tiêu cực. Câu lạc bộ Quân đội đã để thua Công an Hà Nội đến 1–4 trong sự bất bình của khán giả trên sân, cùng lúc đó Quân khu Thủ đô thậm chí đã cố gắng đến lần thứ tư để đưa bóng vào lưới nhà mở tỷ số cho đối phương. Sau khi hai trận đấu khép lại, Bộ Tổng tham mưu đã quyết định rút cả hai đội bóng Thể Công và Quân khu Thủ đô ra khỏi giải đấu và tiến hành kỷ luật nội bộ; Tổng cục Thể dục Thể thao cũng yêu cầu hai đội bóng này rời khỏi giải, dẫn đến việc hai đội đứng đầu bảng A (Công nghiệp Hà Nam Ninh và Sở Công nghiệp) được vào thẳng trận đấu cuối cùng.